# Asparagus burchellii
Asparagus burchellii — вид рослин із родини холодкових (Asparagaceae).

## Біоморфологічна характеристика
Багаторічний прямовисний розлогий або в'юнкий кущ, який може досягати 3 метрів у висоту. Стебла скручені, зигзагові й закінчуються шипами. Поверхня стебла гладка і злегка рифлена, спочатку пурпурно-коричневого кольору, пізніше стає сірим. Зигзагові гілки та шипи вигнуті. Від кожного вузла вздовж стебла виходять групи прямих до вигнутих, 5-міліметрових шипів. Ці колючки об'єднані групами по 3, 5 чи 7. Від кожного вузла на гілках виходять групи надзвичайно дрібного (до 3 міліметри завдовжки) листя. Білі квітки з'являються восени на стеблах і дуже ароматні. Плоди — надзвичайно малі ягоди (3 міліметри), які не змінюють колір при дозріванні (тобто лишаються зеленими).

## Середовище проживання
Ендемік Капської провінції ПАР.